# Premi Carnegie
El Premi Carnegie, originalment i en anglès Carnegie Prize és un premi internacional per a artistes, atorgat pel Museu Carnegie d'Art de Pittsburgh, Pennsilvània. No s'ha de confondre amb la Medalla Carnegie, especialitzada en literatura infantil.
L'únic català que ha rebut el premi Carnegie és Joan Miró i Ferrà, qui el va rebre en l'edició de 1966.